# 乔·克拉克 (皮划艇运动员)
乔·克拉克（英語：Joe Clarke，1992年11月3日—），英国男子皮划艇运动员。他曾代表英国参加2016年夏季奥林匹克运动会皮划艇比赛，获得男子单人皮艇激流金牌。